# Pyrotechnika
Pyrotechnika je obor, ve kterém se využívá mechanických složí okysličovadel a hořlavin k produkci světelných, zvukových a tepelných reakcí. Pyrotechnika se dále dělí na civilní pyrotechniku, která je kategorizována do třech podkategorií (zábavní pyrotechnika, divadelní pyrotechnika a ostatní pyrotechnika) a na pyrotechniku vojenskou.

## Dělení
Pyrotechnické předměty se dle zákona 206/2015 sb. dělí na:
- vojenské
- civilní
  - zábavní pyrotechnika
    - kategorie F1 - prodejná od 15 let,
    - kategorie F2 - prodejná od 18 let,
    - kategorie F3 - prodejná od 21 let,
    - kategorie F4 - prodejná od 18 let, pokud má osoba osvědčení o odborné způsobilosti vydané ČBÚ

  - divadelní pyrotechnika
    - kategorie T1 - prodejná od 18 let,
    - kategorie T2 - prodejná od 18 let, pokud má osoba osvědčení o odborné způsobilosti vydané ČBÚ

  - ostatní pyrotechnika
    - kategorie P1 - prodejná od 18 let,
    - kategorie P2 - prodejná od 18 let, pokud má osoba osvědčení o odborné způsobilosti vydané ČBÚ.

## Pyrotechnická slož
Pyrotechnické slože jsou směsi hořlavin, oxidovadel, pojiv a dalších přídavných látek, jejíchž chemickou přeměnou ve formě různě rychlého hoření se vyvolávají světelné, tepelné, zvukové, dýmové, tlakové a pohybové účinky.

## Složení
Pyrotechnické slože mají téměř vždy dvě základní složky: hořlavinu a okysličovadlo. Hořlavina může být naprosto jednoduchá (cukr, plast, pryskyřice,…), nebo naopak speciální. Okysličovadlo může být také jednoduché (chlorečnany, chloristany,…) až po soli speciálních sloučenin (dusičnan barnatý, dusičnan strontnatý,…)
Největší měrou je využíván černý prach, směs dřevěného uhlí, síry a draselného ledku. Vlastnosti černého prachu se mění malou měrou pomocí poměrů těchto tří látek, větší měrou pak zrnitostí (čím jemnější, tím rychleji hoří), jakostí dřevěného uhlí (profesionální ohňostrojné materiály mají uhlí z vysoce jakostních stromů) a příměsmi, které zpomalují hoření (pryskyřice, oleje, chemikálie).
Jednoduché hořlavé směsi využívají i piliny kovů pro obarvení plamene (železo do žluta, hořčík do bíla,…) a pro různé efekty (kousky hliníku tvoří „jiskry“ v ohněpádech.
Hlavním účelem je efekt světelný. Podle látek, obsažených ve směsích zápalných, nabývá se nejrozmanitějších odstínů barevných. Bílé světlo magnesiové je poměrně drahé a proto pyrotechnikové spokojují se s odstínem do modra, jehož se nabývá zinkem, arsénem, antimonem a různými sloučeninami jejich. Ostatní základní barvy při ohňostrojích jsou červená, žlutá, zelená a modrá. Obyčejné červené barvy nabývá se sloučeninami vápníkovými, karmínově červené lithiem, rubidiem a strontiem. Užívání těchto látek je však ztíženo značnou drahotou. Zeleně zabarvuje se plamen sloučeninami barya a mědi, žlutě sloučeninami sodíku, modře sloučeninami měďnatými, kalomelem, indigem. Železné piliny dávají jiskry bílé a červené, měděné do zelena, zinkové do modrozelena zbarvené, saze smíšené s moukou plamen téměř červený, s ledkem jasně červený oheň známý pod jménem zlatý déšť. Přídavkem žluté slídy nabývá se jisker zlatožlutých, kafr a benzoe zabarvují do běla, plavuň do červena atd. Ohňostroje rozlišujeme v přízemní, pevné neb hybné, stoupací a vodní. Každý ohňostroj skládá se ze zápalné směsi, jež při spalování vyvíjí světelný efekt, ze zápalky a z obalu, obyčejně trubice, v níž směs výbušná je napěchována. Podle intensity ohně rozeznávají se ohňostroje silné, rychlé, mdlé, líné atd. Silný a rychlý ohňostroj vyhořuje v krátké době, za neobyčejného vývoje světla a tepla. Hlavní součástí směsi takových ohňostrojů bývá chlorečnan draselný. Mdlý ohňostroj vyhořívá pomaleji, nevyvíjí vysoké teploty a světlo je mdlejší. Ohňostroje mdlé vypalují se vždy před ohňostroji silnými. Podle účelů a dojmu rozeznáváme ohňostroje svíticí, barevné, jiskřicí, pohyblivé atd. Světýlka vypalují se jen pro světlo, pestřice dávají světlo různých barev, jiskřice déšť jisker, hybné ohňostroje způsobují zároveň pohyb světelného zdroje, stoupací, točivý, posuvný, ba i vratný. Sem náležejí ohňová kola, mlýnky, spirály, hadi atd. Nejznámější z ohňostrojů stoupacích jsou rakety čili vulg. rachejtle, prskouny, prskavky. Nejjednodušší jsou ohně s jasně zářícím plamenem, jednoduché obaly naplněné zápalnou směsí a zadrhnuté. Obyčejná ohňová směs skládá se ze 16 d. prachové moučky a 3 d. uhlí; pro větší ohně ze 16 d. prachové moučky a 4 d. ocelových pilin s přídavkem pilin měděných pro světlo zelené, zinkových pro modrozelené atd. Čínský oheň dává nádherné, květům podobné jiskry a skládá se pro 2cm trubice ze 16 d. prachové moučky, 8 d. ledku, 3 d. jemného prachu uhelného, 3 d. síry a 10 d. jemných pilin litinových.

## Zábavní pyrotechnika
Je druh civilní pyrotechniky, u které jde vždy o světelný, dýmový nebo zvukový efekt a pyrotechnické směsi jsou buďto v papírových kontejnerech (běžně dostupná pyrotechnika), nebo v plastech (profesionální pyrotechnika). První kategorie je dostupná od 15 let, druhá kategorie od 18 let, třetí kategorie od 21 let a čtvrtá kategorie od 18 let, ovšem pouze, pokud je osoba držitelem osvědčení o odborné způsobilosti, vydávaném Českým báňským úřadem po absolvování odborného kurzu, zakončeným zkouškou, skládající se z praktické, teoretické a právní části.
Mezi nejoblíbenější ohňostrojové efekty patří kulové a válcové pumy (zvané též skořepiny), které existují v kalibrech od 50 mm do 450 mm (speciální japonské až 1200 mm), vystřelují se z moždířů a efekt tvoří na obloze. Efekty mají svá jména a je jich několik (brokátová koruna, chryzantéma, létající rybky, padající listí, atd.).
Hlavní surovinou téměř všech ohňostrojů jsou součásti prachu, ledek, uhlí, síra, pak piliny železné, měděné, zinkové atd., různé soli plamen zabarvující, pryskyřice, kafr, plavuň atd. Střelný prach na ohňostroje bývá zrnitý neb moučný. V náhradu zaň zkoušely se též střelná bavlna, nitroglycerin, dynamit, pikrinové sloučeniny atd.
Dříve se k odpalování používal výhradně oheň, pak se postupně přešlo na elektrický odpal a dnes se velké ohňostroje odpalují téměř výhradně elektronicky a jsou počítačově synchronizované s hudbou.

## Vojenská pyrotechnika
Se zabývá výrobou nábojů pro děla a ručnice, jakož i hotovením zvláštních směsí, jichž užívá se ve válce při signalizování, zakouření nepřátelských pozic, zapalování budov na značnou vzdálenost atd.

### Historie
Směsi známé pod jménem řeckého ohně užívali již staří Řekové na zapalování nepřátelských lodí a ve válčení pevnostním. Pyrotechnika zábavná byla známa Číňanům již v dávnověku, a náleží dosud k nezbytným potřebám tamních lidových slavností. Také Arabům byly známy směsi ohňové. Nemalý význam pro rozvoj Pyrotechniky měl vynález prachu, největší pokroky byly však učiněny teprve v 19. století, hlavně přičiněním Ruggieriho a syna, nejslavnějších pyrotechniků své doby, kteří svoje zkušenosti uložili ve spise »Éléments de pyrotechnique par Ruggieri« (Paříž, 1821).

## Technika ohňostrojů
Pro větší obaly se bere o něco více ledku a železných pilin. Tzv. bengálský divadelní oheň je směs nejrůznějších látek, pro barvu červenou se bere 20 dílů dusičnanu strontnatého, 2 díly chlorečnanu draselného, 5 dílů síry, 2 díly síranu antimoničného. Podle použitých chemikálií získává pyrotechnika svoji barvu. Spojením několika ohňových trubic vznikají nehybná slunce a hvězdy. Trubice položené ve směru poloměru kruhu jsou na koncích mezi sebou spojeny zápalnými šňůrami, knoty, a zapalují se současně. Mezi další druhy patří glorie, vějíř, mozaika, kaskáda, atd. Při zlatém dešti jsou ústí trubic obrácena dolů.
Pohyb vzniká u ohňostrojů většinou reakcí při výbuchu. Pohyblivými ohňostroji nejjednoduššího tvaru jsou ohňové mlýnky a kola. Trubice svine se do spirály a upevní se na otáčivou dřevěnou desku nebo se jednotlivé trubice připojují ve směru tečen k otáčivému kruhu. Při jednostranném výbuchu trubic nastává pohyb celého kola ve směru opačném. Směs nejčastěji silně jiskří, bere se např. 16 dílů moučného prachu, 3 díly nahrubo semletého uhlí a přidává se pro jiskření žlutý slídový písek.